# Chaetostoma branickii
Chaetostoma branickii är en fiskart som beskrevs av Steindachner, 1881. Chaetostoma branickii ingår i släktet Chaetostoma och familjen Loricariidae. Inga underarter finns listade i Catalogue of Life.